# Deji Plaza
El Deji Plaza es un rascacielos ubicado en la ciudad china de Nankín. La construcción comenzó en 2009 y terminó en 2013. Con una altura de 324 metros es el segundo rascacielos más alto de la ciudad, después de la Torre Zifeng. El edificio tiene 62 pisos destinados a oficinas y a un hotel.